# Devarodes suppressa
Devarodes suppressa är en fjärilsart som beskrevs av Paul Dognin 1903. Devarodes suppressa ingår i släktet Devarodes och familjen mätare. Inga underarter finns listade i Catalogue of Life.